# Phân cấp hành chính Ai Cập
Ai Cập với diện tích 1.010.407,87 km² và dân số 102,674,587 người (ước tính năm 2022) về cơ bản có 6 cấp hành chính trong đó 5 cấp hành chính địa phương.

## Các cấp hành chính địa phương
Cấp hành chính địa phương cao nhất là tỉnh (tiếng Ả Rập: محافظة muḥāfaẓä). Ai Cập có 27 tỉnh. Tỉnh trưởng (muhafez) là người do tổng thống Ai Cập bổ nhiệm. Một tỉnh gồm có các đơn vị hành chính thấp hơn ở đô thị và nông thôn.
Cấp hành chính địa phương thứ hai là khu (markaz). Ai Cập có 166 khu. Khu trưởng là người do thủ tướng Ai Cập bổ nhiệm. Một khu có thể có một hoặc nhiều thành phố (vùng đô thị) và nhiều tổng (vùng nông thôn).
Cấp hành chính địa phương thứ ba là thành phố. Mỗi khu của Ai Cập đều có ít nhất một thành phố.
Quận là cấp hành chính địa phương thứ tư ở vùng đô thị, dưới thành phố. Trong khi đó tổng là cấp hành chính địa phương thứ tư ở vùng nông thôn.
Cấp hành chính địa phương thứ năm chỉ tồn tại ở các vùng nông thôn, đó là các xã. Xã là cấp thấp hơn của tổng.

## Ngoại lệ
Tuy nhiên, 5 cấp hành chính địa phương như trên không áp dụng cho trường hợp Cairo, Alexandria và Luxos. Cairo và Alexandria là hai tỉnh, đồng thời là hai thành phố. Dưới hai thành phố ngang tỉnh này chỉ có các quận. Nói cách khác, với trường hợp Cairo và Alexandria thì chỉ có hai cấp hành chính địa phương thứ nhất và thứ tư. Luxos là một thành phố trực thuộc trung ương, nhưng lại chỉ ngang với các thành phố khác, đơn vị hành chính địa phương thứ ba. Trên Luxos không có khu hay tỉnh. Luxos được chia thành các quận.